# U96 (潜水艦・2代)

笑うノコギリエイの第9潜水隊群の紋章、司令塔に描かれた。

U-96は第二次世界大戦時、ドイツ海軍によって運用された潜水艦。小説「Uボート」と同名の映画によって知られる。

## 概要
1938年5月30日に本艦の要求がキールのゲルマニアヴェルフト社に対して提示された。1939年9月16日に起工、1940年8月1日に進水、そして海軍大尉ハインリヒ・レーマン・ヴィレンブロックを艦長に迎え、1940年9月14日に就航した。
就航の後、1940年8月10日から1943年3月31日まで練習艦そして現役艦としてはじめはキール、そしてフランスのサン・ナゼールの第七潜水隊群に所属した。戦線を退いたのち、1943年4月1日から1944年6月30日まで練習艦としてメーメルの第24潜水隊群に所属し、最後に1944年7月1日から1945年2月15日にヴィルヘルムハーフェンで米国第8空軍の攻撃を受け沈没するまで第22潜水隊群に所属した。
U-96は合計11回の任務に出撃し、28隻、190094tの艦船を撃沈し、4隻33043tの艦船を撃破した。

## 艦歴

### 第一回の任務
U-96は1940年12月4日5時にキールを出港し、1940年12月29日16時13分にローリアンへ帰還した。1940年12月5日にフレデリックスハーフェンへ補給のために寄港し、1940年12月6日に再度出港した。この26日の任務の中で、5隻37037tを撃沈し、2隻15864tを撃破した。
- 1940年12月11日　イギリスの汽船ロトルア（10890t）を雷撃し撃沈。ロトルアは10803tの貨物を輸送中で、リトルトンからハリファックスを経由しアヴォンマウスへの航海の途上だった。ロトルアは24隻を擁するHX-92輸送船団に所属していた。22名が死亡、110名が救出された。
- 1940年12月11日  オランダの貨物船トワ(5419t)を雷撃し撃沈。トワは7778tの穀物と40台のトラックを積載しており、カナダのソレルからロンドンへの航海の途上だった。トワはHX92輸送船団に所属していた。18名が死亡し19人が救出された。
- 1940年12月12日  スウェーデンの内燃機船シュトゥレホルム(4575t)を雷撃し撃沈。シュトゥレホルムは鉄鋼をグランジュムートからフールに向けて輸送中だった。シュトゥレホルムはHX92輸送船団に所属していた。32人が死傷した。
- 1940年12月12日  ベルギーの貨物船マケドニア(5227t)を雷撃し撃沈。マケドニアは6800tの燐酸塩をトンパからテーズに向けて輸送中だった。マケドニアはHX92輸送船団に所属していた。4名が死亡、37名が救出された。
- 1940年12月14日  イギリスの内燃機船ウェスタン・プリンスを雷撃し撃沈。ウェスタン・プリンスは3384tの金属類、1864tの雑多な原料、そして511tの貨物、および61人の乗客を載せてニューヨークからハリファックスを経由し、リバプールに向けて航海中だった。ウェスタン・プリンスはHX92輸送船団に所属していた。9名が死亡、99名が救出された。
- 1940年12月14日  イギリスの貨物船エンパイア・ラゾービル(5118t)を砲撃によって撃破。
- 1940年12月18日  オランダのタンカー、ペントレクト(10746t)を雷撃し撃破。ペントレクトは1941年7月8日にU-48によって撃沈された。

### 第二回の任務
U-96は1941年1月9日15時5分にローリアンを出港し、1941年1月22日14時11分に再びローリアンへ帰還した。この14日間の任務の中で、U-96は北大西洋で2624海里の海上任務、42海里の潜航任務に従事し、2隻29053tを撃沈した。 
- 1941年1月16日　イギリスの貨物船オロペザ(14118t)を3発の魚雷によって撃沈。オロペザは8252tの銅、トウモロコシ、その他の貨物及び39名の乗客を載せ、モンバサからリバプールへ向けて航海の途中だった。100名の兵士、６名の乗客が死亡し、110名の兵士と33名の乗客が救助された。

- 1941年1月17日　イギリスの貨物船アルマダ・スター(14935t)を5発の魚雷によって撃沈した。5発の魚雷のうち4発が命中した。アルマダ・スターは194名の乗客を乗せリバプールからブエノスアイレスへ向けて航海していた。360名が死亡した。

### 第三回の任務
U-96は1941年1月30日18時5分にローリアンを出港し、1941年2月28日にサン・ナゼールに帰還した。この30日間の任務では、北大西洋、アイスランド南方で活動し、4816海里の海上任務、188海里の潜航任務に従事し、7隻45478tを撃沈した。
- 1941年2月13日　イギリスのタンカー、セレア(8074t)を1発の魚雷と艦載砲を用いて撃沈。セレアはディーゼル燃料をキュラソー島からユー湖とスカパフローへ輸送中だった。セレアは106隻を擁するHX106輸送船団から遅れをとって航海中だった。59名が死亡した。

- 1941年2月14日　イギリスのタンカー、アーサー・F・コーウィン(10516t)を2発の魚雷によって撃沈。アーサー・F・コーウィンは14400tのガソリンをアルバからハリファックスを経由してアヴォンムートへ向けて輸送中だった。アーサー・F・コーウィンはHX106輸送船団から遅れをとって航海中だった。46名が死亡した。

- 1941年2月18日　イギリスの貨物船、ブラック・オスプレー(5589t)を1発の魚雷によって撃沈。ブラック・オスプレーは4500tの鉄鋼と牽引車をバルチモアからハリファックスを経由し、ウェールズのニューポートへ向けて輸送中だった。ブラック・オスプレーは21隻を擁するHX107輸送船団から遅れをとって航海中だった。25名が死亡し、11名が救出された。

- 1941年2月22日　イギリスのタンカー、スコティッシュ・スタンダード(6999t)を1発の魚雷によって撃沈。スコティッシュ・スタンダードはクライドからユー湖を経由しニューヨークへ向けて航海中だった。スコティッシュ・スタンダードは44隻からなるOB287輸送船団から遅れをとっていた。

- 1941年2月23日　イギリスの貨物船、アングロ・ペリューヴィアン(5457t)を2発の魚雷によって撃沈。アングロ・ペリューヴィアンは3015tの石炭をタインからユー湖を経由してボストンまで輸送する途中だった。
- 1941年2月24日　ノルウェーの貨物船リナリア(3385t)を1発の魚雷によって撃沈。リナリアは2501tの石炭をタインからハリファックスへ輸送中だった。リナリアはOB288輸送船団に所属していた。35名死亡。

- 1941年2月24日　イギリスの貨物船シリキシュナ(5458t)を2発の魚雷を使って撃沈。シリキシュナはバリーからハリファックスへと向けて航海していた。シリキシュナはOB288輸送船団に所属。33名死亡。

### 第四回の任務
U-96は1941年4月12日16時24分にサン・ナゼールを出港し、1941年5月22日18時4分に同地へと帰還した。北大西洋とアイルランド西方における41日間の航海で6198海里の海上任務、238海里の潜航任務に従事し、4隻30227tを撃沈した。
- 1941年4月28日　イギリスのタンカー、オイルフィールド(8516t)を一発の魚雷を使って撃沈。オイルフィールドは11700tのガソリンをアルバからハリファックスを経由し、ロンドンへ向けて輸送中だった。オイルフィールドは48隻からなるHX121輸送船団に所属していた。47名が死亡し、8名が救出された。

- 1941年4月28日　ノルウェーのタンカーカレドニア(9892t)を1発の魚雷によって撃沈。カレドニアは13745tのディーゼル燃料と暖房用の石油をアルバからクライドに向けて輸送中だった。カレドニアは48隻からなるHX121輸送船団所属。12名死亡25名が救出された。

- 1941年4月28日　イギリスの貨物船ポートハンディ(8897t)を一発の魚雷によって撃沈ポートハンディは700tの錫と3000tのチーズ、4000tの羊肉、貨物と10名の乗客をウェリントンからパナマを経由してエレスメア・ポートとエイヴォンマウスへ向けて輸送中だった。ポートハンディはHX121輸送船団所属。1名が死亡97名が救出された。

- 1941年5月19日　イギリスの貨物船、エンパイア・リッジ(2922t)を1発の魚雷によって撃沈。エンパイア・リッジは3500tの鉄鉱石をメリリャからワーキングトンへ向けて輸送中だった。エンパイア・リッジは23隻からなるHG61輸送船団所属。31名が死亡2名が救出された。

### 第五回の任務
U-96は1941年6月19日14時54分サン・ナゼールを出港し、1941年7月9日19時12分同港へと帰投した。この21日間の任務の中でU-96は中部大西洋で3333海里の海上任務と110海里の潜航任務に従事し、一隻5954tを撃沈した。
- 1941年7月5日　イギリスの貨物船アンセルム(5954t)を1発の魚雷を用いて撃沈。アンセルムは1210名の兵士を載せ、グーロックからシエラレオネのフリータウンへ輸送中だった。4名の乗員と250名の兵士が死亡し、97名の乗員と960名の兵士が救出された。

### 第六回の任務
U-96は1941年8月2日11時30分にサン・ナゼールを出港し1941年9月12日11時39分に同港に帰投した。この42日間の任務では中部大西洋、ジブラルタル西方沖で6213海里の任務に従事したが、成果は上げられなかった。

### 第七回の任務
1941年10月27日U-96は第七回の任務に就くため、サン・ナゼールを出港し、３日後に潜水艦集団シュトーストルップへ合流した。翌日の10月31日、シュトーストルップ隊はOS10輸送船団に遭遇し、U-96は4発の魚雷を発射した。４発のうち、1発がオランダの貨物船ベネコムに命中し、撃沈した。その直後アメリカ沿岸警備艇ルールワースの反撃を受けるも、U-96は潜航しこれを回避した。その翌日U-96はアメリカ沿岸警備船ゴルレストントヴェルベナに遭遇したが、再び回避に成功した。U-96は11月の間、北大西洋をシュテルテベッカー隊の元で任務に従事し、密かに中立国スペインのヴィーゴに入港した。11月27日にドイツの商船から補給を受け、ヴィーゴを出港した。しかし11月30日、イギリスのフィアリー・ソードフィッシュ雷撃機によって攻撃を受け、ひどく損傷した。目的地には到達不可能とされたため、U-96は再びサン・ナゼールへと向かった。1941年12月6日、U-96はサン・ナゼールへ帰投した。
- 1941年10月31日　オランダの貨物船ベネコム5998tを2発の魚雷によって撃沈。ベネコムは900tの貨物と300tの軍需物資をリバプールからケープタウンを経由してコロンボに向けて輸送中だった。ベネコムはOS10輸送船団所属。9名が死亡し、45名が救出された。

### 第八回の任務
1942年1月31日16時45分サン・ナゼールを出港し1942年5月23日10時28分同港へ帰投した。この52日間の任務でU-96は北大西洋、アメリカ合衆国東岸、カナダのノヴァスコティア州、そしてニューファンドランドで7171海里の海上任務と848海里の潜航任務に従事し、5隻25464tを撃沈した。
- 1942年2月20日　イギリスの内燃機関船エンパイア・シールを2発の魚雷によって撃沈。エンパイア・シールは7000tの鉄鋼をニューヨークからハリファックスを経由しベルファストへ輸送していた。9名が死亡、56名が救助された。

- 1942年2月20日　アメリカの内燃機関船レーク・オスウィーゴ(2398t)を1発の魚雷によって撃沈。レーク・オスウィーゴは弾薬と爆薬をニューヨークからハリファックスを経由してアイスランドへ向けて輸送中だった。37名が救助され、死者は出なかった。

- 1942年2月22日　ノルウェーの貨物船トルンゲン(1948t)を1発の魚雷と艦載砲によって撃沈。トルンゲンは紙類とセルロースをカナダノヴァスコティア州のハリファックスからチャールストンへ向けて輸送中だった。19名死亡。

- 1942年2月22日　イギリスのタンカー、カーズ(8888t)を1発の魚雷によって撃沈。カーズは12700tの航空燃料と暖房用燃料をトリニダードからカナダノヴァスコティア州のハリファックスを経由してきたアイルランドのベルファストへ輸送中だった。カーズは37隻からなるON67輸送船団所属。50名が死亡し2名が救助された。

- 1942年5月9日　ノルウェーの内燃機関船テュル(4265t)を一発の魚雷によって撃沈。テュルはフルからカナダノヴァスコティア州ハリファックスへ向けて航海中だった。13名が死亡し、18名が救出された。

### 第九回の任務
U-96は1942年4月23日18時32分にサン・ナゼールを出港し、1942年7月1日9時44分に同港に帰投した。U-96は1042年5月27日から28日にかけてU-116から45m³の燃料と食料の補給を、そして1942年6月23日にU-460から20m³の燃料の補給を受けた。この69日間の任務で、北大西洋、ニューダンドランド沿岸、そしてアメリカ東岸で約8900海里の海上任務と450海里の潜航任務に従事したが、何の成果もあげられなかった。

### 第十回の任務
U-96は1942年8月24日午前10時にサン・ナゼールを出港し、1942年10月5日に同港へ帰投した。1942年9月18日から19日にかけてU461から燃料と食料の補給を受けた。この43日間の任務で北大西洋、ニューファンドランド島東方沖で5300海里の海上任務と523海里の潜航任務に従事し、4隻15758tを撃沈し、1隻12190tを撃破した。U-96はコードネーム「シュティア」隊と「フォルヴェルツ」隊に所属した。
- 1942年9月10日　ベルギーの貨物船エリザベト・ファン・ベルギー(4241t)を1発の魚雷によって撃沈。エリザベト・ファン・ベルギーはリバプールからニューヨークへ向けてバラスト航海の途中だった。エリザベト・ファン・ベルギーはON127輸送船団所属。39名全員が救助された。
- 1942年9月10日　イギリスのタンカーF.J.ウォルフェ(12190t)を1発の魚雷によって撃破。F.J.ウォルフェは1942年9月16日にニューファンドランド島セント・ジョーンズに帰投。ON127輸送船団所属。
- 1942年9月10日　ノルウェーのタンカー、Sveve(6313t)を1発の魚雷によって撃沈。Sveveはグラスゴーからキュラソー島へ向けてバラスト航海中だった。SveveはON127輸送船団所属。39名全員が救出された。
- 1942年9月11日　ポルトガルのトロール漁船Delaes(413t)を艦載砲によって撃沈。Delaesは海産物を載せ、ニューファンドランドからポルトガルへ向けて航海中だった。54名全員が救出された。
- 1942年9月25日　イギリスの貨物船ニューヨーク(4989t)を1発の魚雷によって撃沈。ニューヨークはニューヨークからセントジョーンズを経由してロンドンベリーへ向けてバラスト航海中だった。Delaesは8隻からなるRB1輸送船団所属。64名死亡。

### 第十一回の任務
U-96は1942年12月26日13時45分にサン・ナゼールを出港し1943年2月8日にケーニヒスベルクに帰投した。U-96は1943年1月31日にベルゲンへ退却（翌2月1日に出港）。1943年2月1日にスタヴァンゲルへ退却（翌2月2日出港）、1943年2月2日にフレッケフィヨルドへ退却（翌2月3日出港）、2月3日にクリスチャンサンへ退却（翌2月4日出港）1943年2月6日にシフィノウイシチェへ退却（翌2月7日出港）、2月7日にグディニャへ退却（翌2月8日出港）そしてケーニヒスベルクへ入港した。この45日間の任務で北大西洋、ニューファンドランドの北東沖で5550海里の海上任務と463海里の潜航任務に従事したが何の成果もあげられなかった。

## その後
U-96は1945年2月15日に現役を退いたのち、1945年3月30日にヴィルヘルムスハーフェンでアメリカ第八空軍の空襲を受け、破壊された。戦後残骸はスクラップにされた。

## 映画におけるU-96
映画「Uボート」のためにロータル・ギュンター・ブーフハイムが撮影した5000枚もの写真に基づいて、航行可能な模型が制作された。だが、この模型はポンツーンの上に組み立てられたため、潜航することはできず、潜航するシーンは模型によって撮影された。潜水艦の中のシーンは潜水艦の内部を再現した円柱状のセットの内部で撮影はなされた。このセットは、U-96が潜航するときや浮上するときのトリムの変化や爆雷攻撃を受ける際の揺れを表現するために巨大なシーソーの上に組み立てられた。
原作者ロータル・ギュンター・ブーフハイムは実際に1941年10月26日から1941年12月7日まで海軍報道班員としてU-96の第七回の任務に同行している。ただし、映画で描かれている戦闘や結末は史実よりも悲観的に描かれている。実際にU-96は第二次世界大戦での戦線を耐え抜いており、終戦間近の3月30日に撃沈されている。また艦長のハインリヒ・レーマン・ヴィレンブロックも戦争を生き残り、西ドイツの商船などで船長などを歴任した。

## 戦果一覧
U-96は11回の哨戒を行い、27隻の船合計181,206総登録トンを撃沈し、4隻の船合計33043総登録トンに損傷を与えた。U-96はまた、8,888総登録トンの船1隻を全損させた。
| 日付           | 船名                         | 国籍         | トン数 (GRT) | 船団   | 結果 | 位置                                                  | 死者 |
| -------------- | ---------------------------- | ------------ | ------------ | ------ | ---- | ----------------------------------------------------- | ---- |
| 1940年12月11日 | ロトルア                     | イギリス     | 10,890       | HX 92  | 沈没 | 北緯58度56分 西経11度20分 / 北緯58.933度 西経11.333度 | 22   |
| 1940年12月11日 | トワ                         | オランダ     | 5,419        | HX 92  | 沈没 | 北緯58度50分 西経10度10分 / 北緯58.833度 西経10.167度 | 18   |
| 1940年12月12日 | マケドニア                   | ベルギー     | 5,227        | HX 92  | 沈没 | 北緯57度52分 西経08度42分 / 北緯57.867度 西経8.700度  | 4    |
| 1940年12月12日 | シュトゥレホルム             | スウェーデン | 4,575        | HX 92  | 沈没 | 北緯57度50分 西経08度40分 / 北緯57.833度 西経8.667度  | 32   |
| 1940年12月14日 | エンパイア・ラゾービル       | イギリス     | 5,118        | OB 257 | 損傷 | 北緯59度31分 西経13度15分 / 北緯59.517度 西経13.250度 | 0    |
| 1940年12月14日 | ウェスタン・プリンス         | イギリス     | 10,926       |        | 沈没 | 北緯59度32分 西経17度47分 / 北緯59.533度 西経17.783度 | 14   |
| 1940年12月18日 | ペントレクト                 | オランダ     | 10,746       | OB 259 | 損傷 | 北緯45度18分 西経36度40分 / 北緯45.300度 西経36.667度 | 0    |
| 1941年1月16日  | オロペザ                     | イギリス     | 14,118       |        | 沈没 | 北緯56度28分 西経12度00分 / 北緯56.467度 西経12.000度 | 106  |
| 1941年1月17日  | アルマダ・スター             | イギリス     | 14,936       |        | 沈没 | 北緯58度16分 西経13度40分 / 北緯58.267度 西経13.667度 | 360  |
| 1941年2月13日  | アーサー・F・コーウィン      | イギリス     | 10,516       | HX 106 | 沈没 | 北緯60度25分 西経17度11分 / 北緯60.417度 西経17.183度 | 46   |
| 1941年2月13日  | セレア                       | イギリス     | 7,987        | HX 106 | 沈没 | 北緯60度25分 西経17度10分 / 北緯60.417度 西経17.167度 | 59   |
| 1941年2月18日  | ブラック・オスプレー         | イギリス     | 5,589        | HX 107 | 沈没 | 北緯61度30分 西経18度10分 / 北緯61.500度 西経18.167度 | 25   |
| 1941年2月22日  | スコティッシュ・スタンダード | イギリス     | 6,999        | OB 287 | 沈没 | 北緯59度20分 西経16度12分 / 北緯59.333度 西経16.200度 | 5    |
| 1941年2月23日  | アングロ・ペリューヴィアン   | イギリス     | 5,457        | OB 288 | 沈没 | 北緯59度30分 西経21度00分 / 北緯59.500度 西経21.000度 | 29   |
| 1941年2月24日  | リナリア                     | イギリス     | 3,385        | OB 288 | 沈没 | 北緯61度00分 西経25度00分 / 北緯61.000度 西経25.000度 | 34   |
| 1941年2月24日  | シリキシュナ                 | イギリス     | 5,458        | OB 288 | 沈没 | 北緯58度00分 西経21度00分 / 北緯58.000度 西経21.000度 | 43   |
| 1941年4月28日  | カレドニア                   | ノルウェー   | 9,892        | HX 121 | 沈没 | 北緯60度03分 西経16度10分 / 北緯60.050度 西経16.167度 | 12   |
| 1941年4月28日  | オイルフィールド             | イギリス     | 8,516        | HX 121 | 沈没 | 北緯60度05分 西経17度00分 / 北緯60.083度 西経17.000度 | 47   |
| 1941年4月28日  | ポートハンディ               | イギリス     | 8,897        | HX 121 | 沈没 | 北緯60度14分 西経15度20分 / 北緯60.233度 西経15.333度 | 1    |
| 1941年5月19日  | エンパイア・リッジ           | イギリス     | 2,922        | HG 61  | 沈没 | 北緯54度47分 西経11度10分 / 北緯54.783度 西経11.167度 | 31   |
| 1941年7月5日   | アンセルム                   | イギリス     | 5,954        |        | 沈没 | 北緯44度25分 西経28度35分 / 北緯44.417度 西経28.583度 | 254  |
| 1941年10月31日 | ベネコム                     | オランダ     | 5,998        | OS 10  | 沈没 | 北緯51度20分 西経23度40分 / 北緯51.333度 西経23.667度 | 8    |
| 1942年2月19日  | エンパイア・シール           | イギリス     | 7,965        |        | 沈没 | 北緯43度14分 西経64度45分 / 北緯43.233度 西経64.750度 | 1    |
| 1942年2月20日  | レーク・オスウィーゴ         | アメリカ     | 2,398        |        | 沈没 | 北緯43度14分 西経64度45分 / 北緯43.233度 西経64.750度 | 39   |
| 1942年2月22日  | カーズ                       | イギリス     | 8,888        | HX 175 | 全損 | 北緯44度15分 西経63度25分 / 北緯44.250度 西経63.417度 | 50   |
| 1942年2月22日  | トルンゲン                   | ノルウェー   | 1,948        |        | 沈没 | 北緯44度00分 西経63度30分 / 北緯44.000度 西経63.500度 | 19   |
| 1942年3月9日   | テュル                       | ノルウェー   | 4,265        |        | 沈没 | 北緯43度40分 西経61度10分 / 北緯43.667度 西経61.167度 | 13   |
| 1942年9月10日  | エリザベト・ファン・ベルギー | ベルギー     | 4,241        | ON 127 | 沈没 | 北緯51度30分 西経28度25分 / 北緯51.500度 西経28.417度 | 1    |
| 1942年9月10日  | F.J.ウォルフェ               | イギリス     | 12,190       | ON 127 | 損傷 | 北緯51度30分 西経28度25分 / 北緯51.500度 西経28.417度 | 0    |
| 1942年9月10日  | スヴェーレ                   | ノルウェー   | 6,313        | ON 127 | 沈没 | 北緯51度28分 西経28度30分 / 北緯51.467度 西経28.500度 | 0    |
| 1942年9月11日  | デラーンシュ                 | ポルトガル   | 415          |        | 沈没 | 北緯50度03分 西経29度32分 / 北緯50.050度 西経29.533度 | 0    |
| 1942年9月25日  | ニューヨーク *               | イギリス     | 4,989        | RB 1   | 損傷 | 北緯54度34分 西経25度44分 / 北緯54.567度 西経25.733度 | 0    |

*翌日、U-91によって沈没し乗員全員が死亡した。

## ギャラリー

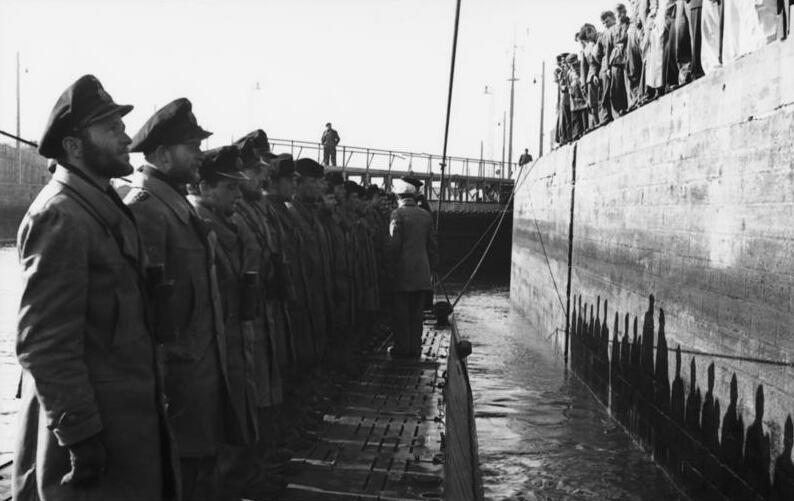
サン・ナゼールの港に到着したU-96
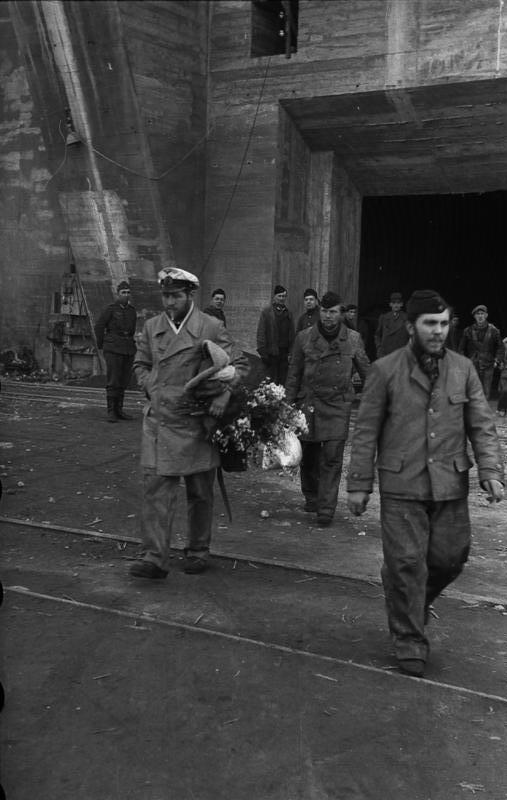
到着後下船するU-96の乗組員。背後にはサンナゼールのUボート・ブンカーが映っている
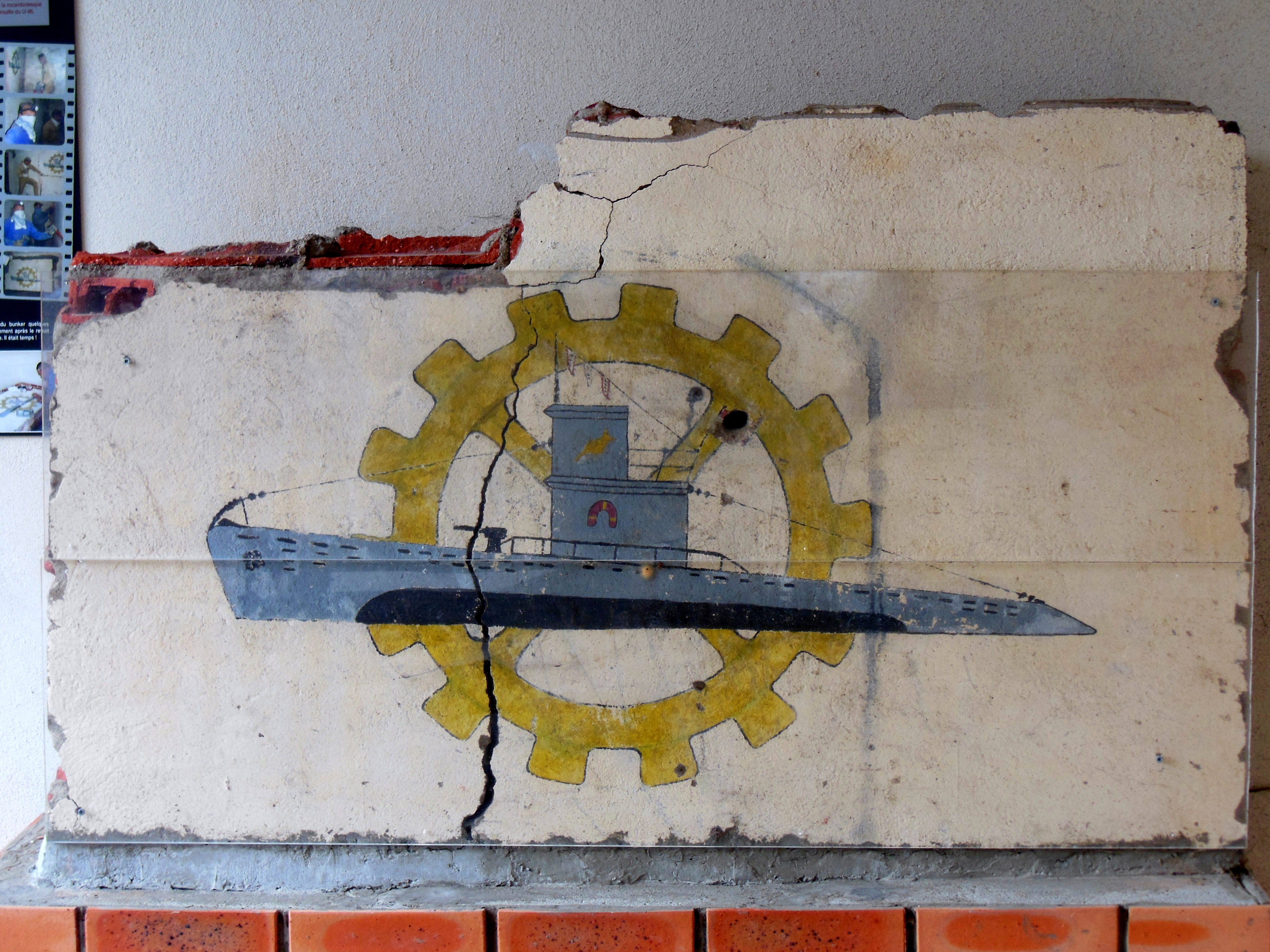
グランド・ブロックハウス博物館の外にあるU-96のフレスコ画(バッツ・シュル・メール、フランス)